# Gardanne
Gardanne is een gemeente in het Franse departement Bouches-du-Rhône (regio Provence-Alpes-Côte d'Azur). De plaats maakt deel uit van het arrondissement Aix-en-Provence. Gardanne telde op 1 januari 2022 21.534 inwoners.
In Gardanne werd van 1996 tot 2003 jaarlijks het onafhankelijk filmfestival van Gardanne gehouden.

## Geschiedenis
Archeologisch onderzoek wijst op een permanente bewoning vanaf de eerste eeuw in de Notre-Damewijk. In de elfde eeuw ontstond een castrum op de heuveltop Colline du Cativel. Dit oude stadscentrum was tot de negentiende eeuw ommuurd. Hiernaast werd er in de zestiende eeuw een nieuwe wijk als bastide gebouwd. Hier kwam in de volgende eeuw een barokkasteel.
Paul Cézanne huurde in 1885-1886 een appartement in Gardanne en schilderde een tiental schilderijen met de stad als onderwerp. Aan het begin van de twintigste eeuw groeide de bevolking sterk. De steenkoolmijnen van Gardanne trokken werkzoekenden aan. In de eerste helft van de twintigste eeuw werd hierom de Quartier Bivet gebouwd en na 1950 de Quartier Casablanca. Hier kwamen veel immigranten te wonen. De Elektriciteitscentrale Provence werd geopend. Aanvankelijk werd steenkool gebruikt als brandstof, maar de centrale werd omgevormd tot biomassacentrale.

## Geografie
De oppervlakte van Gardanne bedroeg op 1 januari 2022 27,02 vierkante kilometer; de bevolkingsdichtheid was toen 797 inwoners per km².
Gardanne ligt ten zuiden van Aix-en-Provence. Ertussen ligt het heuvelmassief van La Malouesse (300 meter). 
De onderstaande kaart toont de ligging van Gardanne met de belangrijkste infrastructuur en aangrenzende gemeenten.

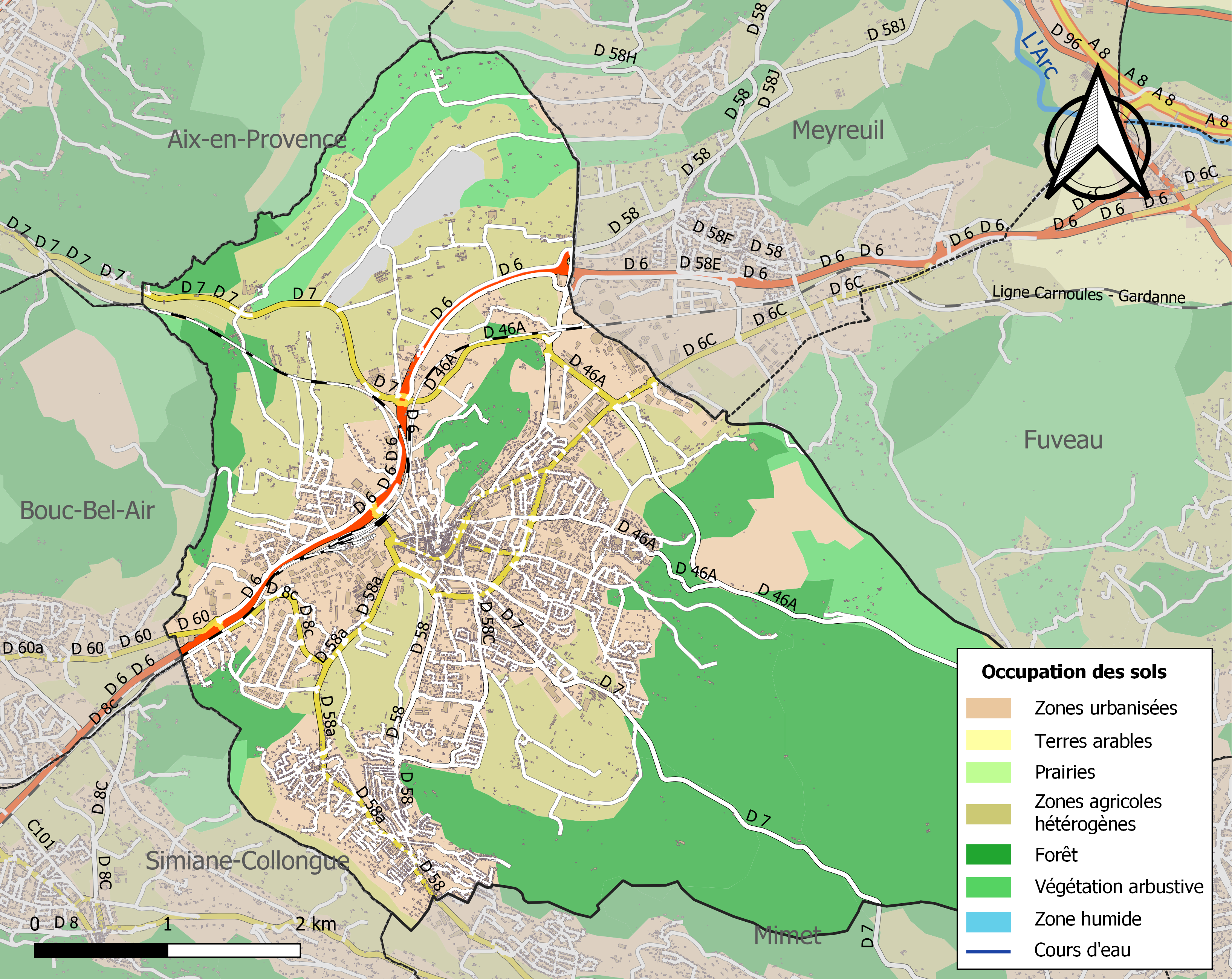

## Verkeer en vervoer
In de gemeente ligt spoorwegstation Gardanne.

## Demografie
Onderstaande figuur toont het verloop van het inwonertal (bron: INSEE-tellingen).
Vanwege een beveiligingsprobleem met de MediaWiki Graph-software is het momenteel niet mogelijk deze grafiek weer te geven. Zodra de software is bijgewerkt zal de grafiek vanzelf weer zichtbaar worden.

## Geboren
- Claude de Forbin (1656-1733), marineofficier en kaper
- Daniel Xuereb (1959), voetballer en voetbaltrainer